# Bartelshagen I b. Ribnitz-D.
Bartelshagen I b. Ribnitz-D. ist ein Stadtteil der Stadt Marlow im Landkreis Vorpommern-Rügen.

## Geographie
Bartelshagen I b. Ribnitz-D. befindet sich 10 km nordwestlich von Marlow und 8 km südlich von Ribnitz-Damgarten.

## Geschichte
Bartelshagen I b. Ribnitz-D. entstand als Straßendorf (auch Wegedorf) und wurde im Jahr 1257 erstmals urkundlich erwähnt.
Den Zusatz „b. Ribnitz-D.“ erhielt der Ort erst in der DDR zur Unterscheidung von Bartelshagen II b. Barth. Durch die Zusammenlegung der ehemaligen Kreise Rostock-Land (Mecklenburg) und Franzburg-Barth (Vorpommern) bei der Neuordnung der Kreise in der DDR 1952 gelangten beide Orte in den neugegründeten Kreis Ribnitz-Damgarten, sodass eine Unterscheidung notwendig wurde.
Nach der Wende blieb der Ort im Landkreis Ribnitz-Damgarten, bis dieser zum 12. Juli 1994 aufgelöst und in den neuen Landkreis Nordvorpommern eingegliedert wurde. Zum 1. Januar 1999 erfolgte schließlich die Eingemeindung nach Marlow. 2011 vergrößerte sich der Landkreis nach einer  Kreisgebietsreform und wurde in Landkreis Vorpommern-Rügen umbenannt.

## Wirtschaft und Infrastruktur

### Agrargenossenschaft Bartelshagen I
Die Wirtschaft ist hauptsächlich von der Landwirtschaft geprägt. Nach der Wende entstand aus der ehemaligen LPG die Agrargenossenschaft Bartelshagen I, die mit gut 30 Mitarbeitern auf rund 3.300 Hektar Qualitätsgetreide für die Back- und Brauindustrie auch Pflanzen zur Öl- und Zuckergewinnung produziert. Weitere Betriebszweige sind die Milchproduktion, Mutterkuh- und Freilandgeflügelhaltung. Stellvertretend für die Genossenschaft wurde ihr Leiter Wilfried Lenschow 2019 von der Umweltschutzorganisation WWF für sein Engagement im Naturschutz ausgezeichnet.

### Weitere Einrichtungen
Im Ort befindet sich ein Kindergarten, der vom Arbeiter-Samariter-Bund betrieben wird.